# فمتوتکنولوژی
فمتوتکنولوژی یک واژه فرضی‌ست که با موضوع ساختاردهی ماده در مقیاس فمتومتر، که{\displaystyle 10^{-15}} متر است، به کار می‌رود. این مقیاس تکنولوژی در مقایسه با نانوتکنولوژی و پیکوتکنولوژی، که به ترتیب در مقیاس های {\displaystyle 10^{-9}} و {\displaystyle 10^{-12}} متر هستند، کوچک‌تر است. 

## نظریه
انجام کار در محدوده‌ی فمتومتر شامل دستکاری حالات انرژی برانگیخته‌ی داخل هسته اتم، به ویژه ایزمرهای هسته‌ای، در راستای ایجاد حالات کم‌ثبات (یا حتی پایا) با خصوصیات غیرمعمول است. در موارد شدید، حالات برانگیخته‌ی ذرات هسته‌ای (نوترون‌ها یا پروتون‌ها) که هسته‌ی اتمی را تشکیل می‌دهند، ظاهراً برای تنظیم خصوصیات رفتاری این ذرات منظور می‌شود.
پیشرفته ترین شکل نانوتکنولوژی مولکولی اغلب شامل دستگاه‌های مولکولی خودجایگزین تصور می‌شوند، و از آنجا به طور مشابه حدسیات پیشنهاد می‌دهند می‌توان چیزی مشابه را نظیر ایجاد مولکول‌هایی متشکل از هسته‌ها به جای اتم‌ها ممکن دانست. برای مثال، اخترفیزیکدان فرانک دریک حدسی ارائه داد مبنی بر امکان ارگانیسم‌های خودجایگزین متشکل از مولکول‌های هسته‌ای که روی سطح ستاره‌ی نوترونی جای دارند، پیشنهادی که رمان علمی-تخیلی تخم اژدها توسط فیزیکدان رابرت ال. فوروارد ارائه شد. فیزیک‌دانان این‌گونه می‌اندیشند که وجود مولکول‌های هسته‌ای ممکن است ولی احتمال می‌رود کل زمان وجودشان بازه‌ی بسیار کوتاهی باشد. اما این‌که آیا در واقع می‌توانند برای انجام اموری دشوار نظیر خود-جایگزینی ارائه شوند، یا اینکه باید از چه تکنولوژی برای دستکاری آن‌ها استفاده شود ناشناخته است.

## کاربردها
در حال حاضر کاربردهای عملی فمتوتکنولوژی محتمل نیست. فاصله‌ی بین سطوح انرژی هسته به وسیله‌ای نیاز دارد که بدون استهلاک وسیله، توانایی تولید و پردازش اشعه‌ی گاما را داشته باشد. ماهیت نیروی هسته‌ای قوی به نحوی‌ست که حالات برانگیخته‌ی هسته تمایل بسیار زیادی به ناپایداری دارند (این برخلاف حالات برانگیخته‌ی الکترونی در اتم‌های ریدبرگ است.) و تعداد محدودی از حالات برانگیخته با سطح انرژی کمتری از سطح انرژی جدایش هسته وجود دارد و این نیز برخلاف تعداد نامتناهی حالات مرزی موجود برای الکترون‌های اتم است (بر پایه‌ی نظریه). به طور مشابه، به نظر نمی‌رسد آنچه که به عنوان حالات برانگیخته‌ی هر یک از ذرات هسته‌ای شناخته می شود، نمایانگر رفتاری از این این حالات باشند که به هر نحو بتوان از دستکاری کردن ذرات بهره برد، در عوض بیانگر این هستند که این حالات نسبت به حالات برانگیخته‌ی خود هسته، حتی پایداری و تعداد کمتری دارند.
به نقل از هوگو دوگری، دانشمند و محقق هوش مصنوعی، با ظهور فمتوتکنولوژی انتظار کارایی بسیار بسیار بیشتری نسبت به نانوتکنولوژی داریم. دلیل واضح این انتظار این است که چگالی بلوک‌های ساخته شده از ذرات هسته‌ای یا کوارک‌ها توسط فمتوتکنولوژی میلیون ها بار چگال تر از یک بلوک ماده ساخته شده توسط فناوری نانو است. به همین خاطر، اجزای ماده‌ی پردازش شده در مقیاس فمتومتر در مقایسه با مقیاس نانومتر بسیار نزدیک تر به یکدیگرند و موجب می‌شود سیگنال های بینشان میلیون‌ها بار سریع‌تر حرکت کنند. در بیان کمی، کارایی بر واحد زمان یک حجم یکسان از ماده‌ی توسعه یافته توسط فمتوتکنولوژی تریلیون تریلیون بار یا برابر {\displaystyle 10^{24}} خواهد بود. 

### طراحی ماده (AB-matter) با فمتوتکنولوژی
در ماده‌ی معمولی که از اتم ها و مولکول ها شناخته شده، ذرات هسته‌ای در هسته قرار دارند و الکترون ها در مدارهای دور هسته با فاصله ای میلیون ها بار بزرگتر از قطر هسته می‌چرخند. به همین خاطر، با نگاه پایه‌ای، آنچه که ماده‌ی جامد شناخته می‌شود محتوی جای خالی عظیمی‌ست که ماده تنها قسمت خیلی کوچکی از آن را اشغال کرده است. علی‌رغم وجود این جای خالی عجیب و غریب، زمانی که این ماده‌ی معمولی فشرده می‌شود، الکترون ها اتم ها را از یکدیگر می رانند و مانع افزایش چگالی ماده می‌شوند. اما گونه‌ای از ماده در نظر گرفته می‌شود که تمامی ذرات زیر اتمی را در یک هسته جای داده است. به این ماده، ماده‌ی تباهیده گفته می شود. این ماده در سیاهچاله ها، کوتوله‌های سفید و ستاره های نوترونی یافت می‌شود. اما این ماده به جز در اجرام آسمانی فوق العاده عظیم و در دما و فشار زمین و در حالت پایدار وجود ندارند. همانطور که بشر توانایی ساخت و تولید مواد مصنوعی مانند پلاستیک را از مواد طبیعی پیدا کرده است و همانطور که با پیشرفت تکنولوژی به سطحی رسیده‌ایم که به موادی را به مدد فناوری نانو توسعه داده‌ایم، پیش بینی می‌شود به زودی با استفاده از فنون فمتوتکنولوژی قادر به ساخت چنین ماده‌ی تباهیده در حالت پایدار باشیم. از آن پس به عنوان ساده‌ترین استفاده از این ماده می‌توانیم سراغ تقویت و استحکام بخشی به مواد عادی به کمک فیبرهای ساخته شده از ماده‌ی AB برویم. 

#### خصوصیات نظری ماده‌ی AB[۷]
1. مقاومت کششی و فشاری بسیار بالا
2. صلبیت زیاد
3. سختی بیشتر از مواد عادی
4. مقاومت در دماهای بالا
5. تحمل کرنش بسیار زیاد

علاوه بر موارد فوق، چند خصوصیت خارق العاده برای این ماده بیان می‌شود که با دلایل مبتنی بر اصول فمتوتکنولوژی توجیه می‌شوند:
1. ظرفیت گرمایی صفر: اتم ها مولکول ها و ذرات هسته‌ای در ماده‌ی AB اتصال بسیار محکمی با یک دیگر برقرار کرده‌اند. انرژی جزئی مواد معمولی نمی‌تواند موجب قطع این اتصالات شود. همانطور که یک ضربه‌ی توپ تنیس روی میز، قادر به جا به جایی درب بزرگ فلزی کشتی نیست.
2. رسانایی گرمایی صفر : این خصوصیت نیز با دلیل بالا توضیح داده می‌شود.
3. پایداری کامل شیمیایی: فعالیت شیمیایی به دلیل حرکت و انتقال الکترون های لایه ها اتفاق می‌افتد و در این ماده با توجه به عدم حضور الکترون در لایه ها، نمی توان هیچ واکنش شیمیایی منظور کرد. همچنین ماده دچار فرسودگی نمی‌شود، چرا که فرسایش با سر خوردن لایه های کریستالی روی یکدیگر اتفاق می افتد که این ماده به طور کل حاوی هیچ گونه چینش بلوری نیست.
4. شفافیت بسیار زیاد: فواصل ساختاری این نوع ماده نهایتاً به 100 فمتومتر یا {\displaystyle 10^{-13}} متر می‌رسد که نور مریی با طول موج 400 تا 800 نانومتر را از خود عبور می‌دهد. با به کار بردن این ماده در خودرو، هواپیما یا سفینه‌های فضایی، تنها انسان و تجهیزاتی (ساخته شده از مواد معمولی) را می‌بینیم که بی هیچ وسیله‌ای، با سرعت های زیاد روی زمین یا در آسمان حرکت می‌کنند.
5. اصطکاک صفر: فواصل ناهمواری های سطح این ماده به مقیاسی در حدود اتم {\displaystyle 3*10^{-10}} می رسد که این خاصیت حذف اصطکاک مکانیکی را معنی می‌دهد. این قابلیت برای تمامی وسایل که بیش از ۹۰ درصد انرژی‌شان صرف اصطکاک می‌شود، اهمیت دارد.
6. رسانایی الکتریکی بسیار بالا در هر دما: یک رشته‌ی ماده‌ی AB می تواند تمام الکترون‌های بیرونی اش را در چینشی مشابه ابرهای الکترونی فلزات قرار دهد که شدت حرکت الکترونی را بسیار زیاد می‌کند و این مقاومت الکتریکی صفر را نتیجه می‌دهد.

## مطالب علمی-تخیلی
فمتوتکنولوژی نقش اساسی در رمان علمی-تخیلی Pushing Ice نوشته 2005 ایفا می کند.